# Дивизион (фильм)
«Дивизион» (англ. Division) — предстоящий художественный фильм режиссёра Роусона Маршалла Тёрбера. Экранизация компьютерной игры Tom Clancy’s The Division. Главные роли исполнят Джейк Джилленхол и Джессика Честейн.

## Сюжет
Подробности сюжета держатся в тайне. Действие фильма будет разворачиваться в Нью-Йорке во время эпидемии смертельного вируса.

## В ролях
- Джейк Джилленхол
- Джессика Честейн

## Производство
О начале работы над проектом стало известно в июне 2016 года. Главную роль в экранизации игры The Division получил Джейк Джилленхол. К августу к актёрскому составу присоединилась Джессика Честейн.
В январе 2017 года режиссёрское кресло занял Стивен Гейган, но в 2018 году он покинул проект. В апреле 2018 года режиссёром стал Дэвид Литч. Келли Маккормик, Джилленхол, Гийемо, Рива Маркер, Честейн и Келли Кармайкл выступят в качестве продюсеров фильма.
В июне 2019 года во время презентации на E3 компания Ubisoft объявила, что сценаристом станет Рэйф Джадкинс. Компания Netflix приобрела права на распространение фильма и эксклюзивно выпустит фильм через свой стриминговый сервис. Проект является совместным производством компаний Nine Stories Productions, Freckle Films, 87North и Ubisoft Motion Pictures. 25 февраля 2021 года Deadline сообщил, что Роусон Маршалл Тёрбер заменит Литча на посту режиссёра из-за конфликтов в графике съёмок Литча, который работает над фильмом «Быстрее пули», но останется в качестве продюсера.